# برينت تشوا
برينت تشوا هو عارض فلبيني، ولد في 21 مايو 1985 في مانيلا في الفلبين.